# Шпайерска катедрала
Шпайерската катедрала, официално Императорска катедрална базилика на Успение Богородично и Свети Стефан, на латински: Domus sanctae Mariae Spirae (на немски: Dom zu Unserer lieben Frau in Speyer) в Шпайер, Германия, е седалището на римокатолическия епископ на Шпайер и е подчинена на Римокатолическата архиепископия Бамберг. Катедралата, която е посветена на Дева Мария, покровителка на Шпайер („Patrona Spirensis“) и свети Стефан, е известна като Kaiserdom zu Speyer (императорската катедрала на Шпайер). Папа Пий XI издига катедралата в Шпайер до ранг на малка базилика на Римокатолическата църква през 1925 година.
Започната през 1030 г. при Конрад II, с добавени източна част и висок купол през 1090 – 1103 г., внушителната трикорабна базилика от червен пясъчник е „кулминацията на стил, който е изключително влиятелен за последващото развитие на романската архитектура през 11-ти и 12 век". Като място за погребение на императорите и кралете от Салическата, Хоенщауфен и Хабсбургската династии, катедралата се разглежда като символ на имперската власт. С разрушаването на абатство Клюни в началото на XIX век, тя остава най-голямата запазена сграда в романски стил . Смята се за „повратна точка в европейската архитектура“ , за един от най-важните архитектурни паметници на своето време и за един от най-добрите романски паметници.
През 1981 г. катедралата е включена в списъка на Юнеско за световно наследство като „основен паметник на романското изкуство в Германската империя“.

## История
През 1025 г. Конрад II нарежда да започне строителство на голяма християнска църква в Шпайер, в която да бъде погребан. Работата започва през 1030 г. на мястото на предишна базилика върху издигнато плато над Рейн. Заедно с катедралата в Сантяго де Компостела (започната 1075), абатство Клюни (1085) и катедралата в Дърам (1093), проектът е сред най-амбициозните за времето си. Червеният пясъчник за строителството се добива в планините на Пфалцкия лес (Palatine Forest) и вероятно е транспортиран по вода по притока на Рейн Шпайербах. Нито Конрад II, нито синът му Хайнрих III успяват да видят завършването на строежа. Конрад II умира през 1039 и е погребан в катедарлата, докато я строят; Хайнрих III е положен редом с него през 1056. Гробовете им се намират в централния кораб пред олтара.
Катедралата е осветена през 1061 г., когато е почти завършена. Този стадий на строежа, Шпайер I, се състои от входна част (Westwerk), кораб с два прохода и прилежащият трансепт. Хоровата площадка е оградена с две кули. Оригиналната апсида е била кръгла отвътре, но правоъгълна отвън. Корабът е покрит с плосък дървен таван, но над проходите има сводове, като големината им е такава, че на север от Алпите я превъзхожда само катедрлата в Аахен. Сградата се счита за най-яркият представител на ранната Салическа архитектура и за „кулминацията на стил, който е изключително влиятелен за последващото развитие на романската архитектура през 11-ти и 12 век".